# PZInż Zawrat
PZInż Zawrat – autobus produkcji Państwowych Zakładów Inżynierii w Warszawie na licencji szwajcarskiej firmy Saurer. 

## Historia

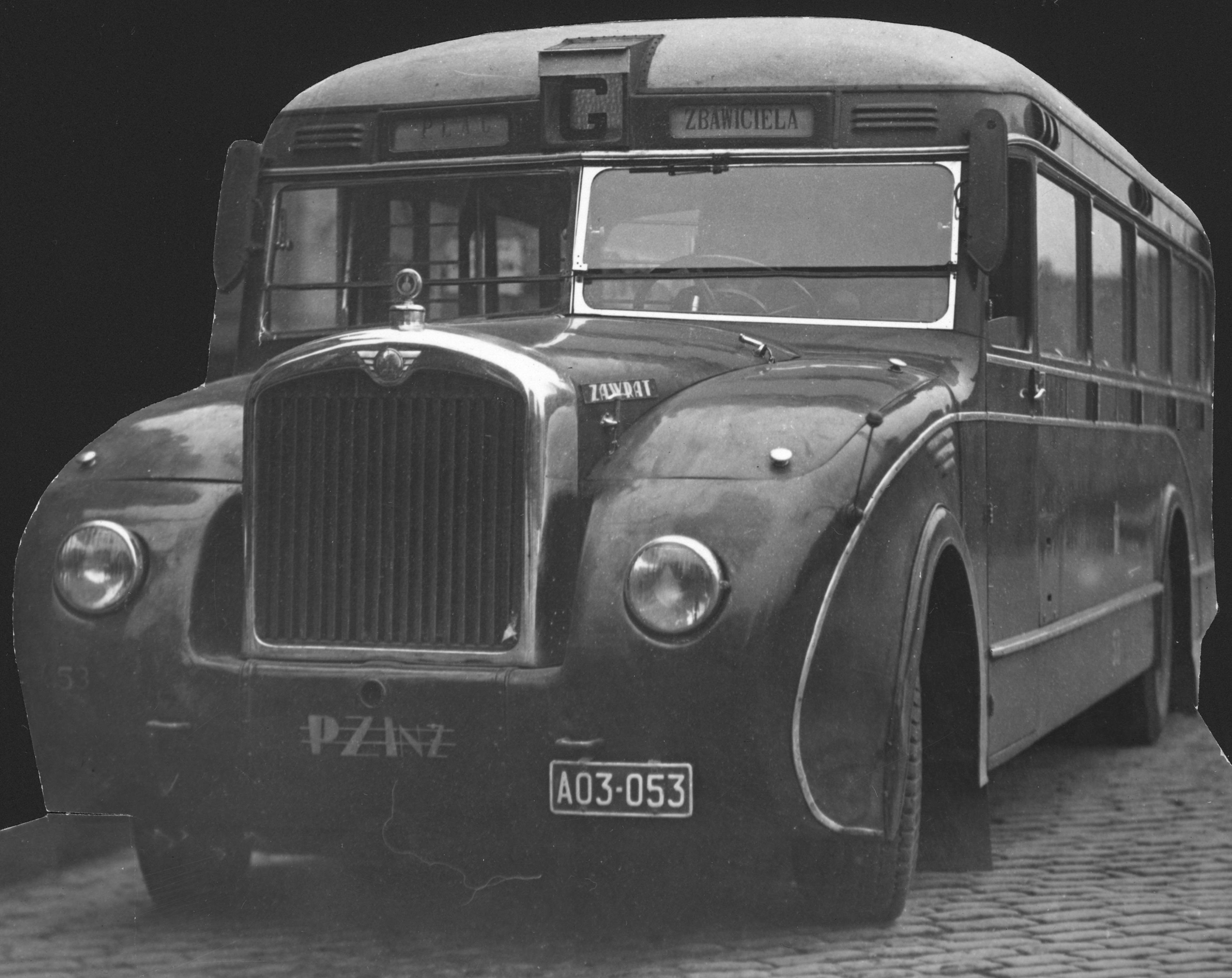
PZInż Zawrat

W 1930 roku zakłady PZInż kupiły od firmy Saurer licencje na silniki wysokoprężne i podwozia autobusowe. Na bazie tych licencji zbudowanych zostało 18 autobusów „Zawrat” przystosowanych do przewozu 50 pasażerów i wyposażonych w 2 pary drzwi (wyjście z przodu, wejście z tyłu pojazdu). 
Pierwsze 12 autobusów tego typu pojawiło się w Warszawie w 1936 r., a kolejne sześć w 1937 r. Pojazdy nie sprawdziły się w ruchu miejskim (duża masa, słaba manewrowość, głośny silnik) i w październiku 1938 r. wycofano je na linie podmiejskie. W czasie wojny większość uległa zniszczeniu, a ostatni sprawny wóz o numerze 53 pracował do 1949 r.